# Iwan Fedosow
Iwan Ołeksijowycz Fedosow, ukr. Іван Олексійович Федосов, ros. Иван Алексеевич Федосов, Iwan Aleksiejewicz Fiedosow (ur. 11 września 1929 w obwodzie kurskim, Rosyjska FSRR, zm. 15 czerwca 2001 w Doniecku, Ukraina) – ukraiński piłkarz, grający na pozycji napastnika, trener piłkarski.

## Kariera piłkarska

### Kariera klubowa
W 1946 rozpoczął karierę piłkarską w drużynie Dinamo Rostów nad Donem. W latach 1948–1950 bronił barw zespołu z Krasnego Sulinu, który nazywał się Stal, a potem Mietałłurg. W 1951 przeszedł do Szachtiora Szachty. W 1952 został zaproszony do Szachtara Stalino, w którym występował przez 9 lat. Latem 1960 odszedł do Sudnobudiwnyka Mikołajów, w którym zakończył karierę piłkarza.

## Kariera trenerska
Po zakończeniu kariery piłkarskiej rozpoczął pracę szkoleniowca. Na początku 1961 dołączył do sztabu szkoleniowego Azowstali Żdanow. W maju 1963 stał na czele zespołu, którym kierował do lipca 1964. Od początku do lipca 1965 ponownie prowadził żdanowskiego klubu, który już nazywał się Azoweć. W 1970 trenował Mietałłurg Krasny Sulin. W latach 1971–1972 trenował Awanhard Sewastopol.
15 czerwca 2001 zmarł w Doniecku w wieku 72 lat.

## Sukcesy i odznaczenia

### Sukcesy klubowe
Szachtar Stalino
- mistrz Pierwoj ligi ZSRR: 1954 (Klasy B)
- brązowy medalista Pierwoj ligi ZSRR: 1953 (Klasy B)